# Premio al miglior attore (Festival di Karlovy Vary)
Il Premio al miglior attore è un premio assegnato al Festival di Karlovy Vary al miglior attore dei film in concorso nella selezione ufficiale.

## Albo d'oro
| Anno | Film                                                                | Attore                                |
| ---- | ------------------------------------------------------------------- | ------------------------------------- |
| 1948 | premio non assegnato                                                |                                       |
| 1949 | Akademik Ivan Pavlov                                                | Aleksandr Borisov                     |
| 1950 | premio non assegnato                                                |                                       |
| 1951 | Vstanou noví bojovníci                                              | Frantisek Smolík                      |
| 1951 | Die Sonnenbrucks                                                    | Eduard von Winterstein                |
| 1952 | La vita di Jean Henri Fabre (Monsieur Fabre)                        | Pierre Fresnay                        |
| 1952 | Taras Shevchenko                                                    | Sergej Bondarčuk                      |
| 1953 | il Festival non ha avuto luogo                                      |                                       |
| 1954 | Il caso Maurizius (L'affaire Maurizius)                             | Charles Vanel                         |
| 1955 | il Festival non ha avuto luogo                                      |                                       |
| 1956 | Ernst Thälmann - Sohn seiner Klasse                                 | Günther Simon                         |
| 1957 | Le vergini di Salem (Les sorcières de Salem)                        | Yves Montand                          |
| 1958 | Rasskazy o Lenine                                                   | Maksim Shtraukh                       |
| 1960 | Gli sfasati (The Entertainer)                                       | Laurence Olivier                      |
| 1960 | Leute mit Flügeln                                                   | Erwin Geschonneck                     |
| 1962 | premio non assegnato                                                |                                       |
| 1964 | Echo                                                                | Wienczyslaw Glinski                   |
| 1966 | Tsar i general                                                      | Naum Shopov                           |
| 1966 | Niekas nenorejo mirti                                               | Donatas Banionis                      |
| 1968 | Tvoy sovremennik                                                    | Nikolai Plotnikov                     |
| 1970 | La maison des Bories                                                | Mathieu Carrière                      |
| 1972 | Interview                                                           | Ranjit Mallick                        |
| 1974 | ¿... Y el prójimo?                                                  | Antonio Ferrandis                     |
| 1975 | premio non assegnato                                                |                                       |
| 1976 | Jaroslaw Dabrowski                                                  | Zygmunt Malanowicz                    |
| 1976 | Attraverso le ceneri dell'impero (Prin cenusa imperiului)           | Gheorghe Dinica                       |
| 1978 | Il prefetto di ferro                                                | Giuliano Gemma                        |
| 1978 | Dokter Vlimmen                                                      | Peter Faber                           |
| 1980 | ...e giustizia per tutti (...And Justice for All)                   | Al Pacino                             |
| 1980 | Sons for the Return Home                                            | Uelese Petaia                         |
| 1982 | A cuore aperto (Threshold)                                          | Donald Sutherland                     |
| 1982 | Sul lago dorato (On Golden Pond)                                    | Henry Fonda                           |
| 1984 | Le biciclette sono per l'estate (Las bicicletas son para el verano) | Agustín González                      |
| 1984 | Ardh Satya                                                          | Om Puri                               |
| 1986 | premio non assegnato                                                |                                       |
| 1988 | premio non assegnato                                                |                                       |
| 1990 | il Festival non ha avuto luogo                                      |                                       |
| 1992 | Krapatchouk                                                         | Guy Pion                              |
| 1994 | Time Is Money                                                       | Max von Sydow                         |
| 1995 | The Kingdom - Il regno (Riget)                                      | Ernst-Hugo Järegård                   |
| 1996 | A Chef in Love (Shekvarebuli kulinaris ataserti retsepti)           | Pierre Richard                        |
| 1997 | Zapomenuté svetlo                                                   | Bolek Polívka                         |
| 1998 | Je treba zabít Sekala                                               | Olaf Lubaszenko                       |
| 1999 | Sentieri nella notte (Wege in die Nacht)                            | Hilmar Thate                          |
| 2000 | Aberdeen                                                            | Ian Hart                              |
| 2000 | Arous-e atash                                                       | Hamid Farokhnezhad                    |
| 2001 | En sång för Martin                                                  | Sven Wollter                          |
| 2002 | Focus                                                               | William H. Macy                       |
| 2003 | Se til venstre, der er en svensker                                  | Björn Kjellman                        |
| 2004 | I ragazzi del Reich (Napola - Elite für den Führer)                 | Max Riemelt                           |
| 2005 | Alla luce del sole                                                  | Luca Zingaretti                       |
| 2005 | Eize Makom Nifla                                                    | Uri Gavriel                           |
| 2006 | Pare osób, maly czas                                                | Andrzej Hudziak                       |
| 2007 | Prostye vešči                                                       | Sergej Puskepalis                     |
| 2008 | Deti noci                                                           | Jiří Mádl                             |
| 2009 | Un ange à la mer                                                    | Olivier Gourmet                       |
| 2009 | Cold Souls                                                          | Paul Giamatti                         |
| 2010 | Matka Teresa od kotów                                               | Mateusz Kosciukiewicz e Filip Garbacz |
| 2011 | Collaborator                                                        | David Morse                           |
| 2012 | Mer eller mindre mann                                               | Henrik Rafaelsen                      |
| 2012 | Zabic bobra                                                         | Eryk Lubos                            |
| 2013 | XL                                                                  | Ólafur Darri Ólafsson                 |
| 2014 | Je suis à toi                                                       | Nahuel Pérez Biscayart                |
| 2015 | Kobry a užovky                                                      | Kryštof Hádek                         |
| 2016 | Ernelláék Farkaséknál                                               | Szabolcs Hajdu                        |
| 2017 | Aritmiya                                                            | Aleksandr Yatsenko                    |
| 2018 | Geula                                                               | Moshe Folkenflick                     |
| 2019 | Let There Be Light                                                  | Milan Ondrík                          |
| 2020 | il Festival non ha avuto luogo                                      |                                       |
| 2021 | Strahinja Banovic                                                   | Ibrahim Koma                          |
| 2022 | Slovo                                                               | Martin Finger                         |
| 2023 | Hypnosen                                                            | Herbert Nordrum                       |
| 2024 | Three Days of Fish                                                  | Ton Kas e Guido Pollemans             |